# Rue Fosse-aux-Raines
La rue Fosse-aux-Raines est une rue ancienne du quartier d'Outremeuse à Liège en Belgique (région wallonne). 

## Odonymie
Fosse aux Raines signifie Mare aux Grenouilles. La rue, proche du biez (ou bief) des Grandes Oies, un ancien bras de l'Ourthe qui traversait Outremeuse du sud au nord, a été construite sur d'anciens terrains marécageux. Raine est un mot ancien signifiant grenouille. La rainette, petite grenouille verte, a la même origine étymologique. 

## Description
Cette voie plate d'une longueur d'environ 150 m est une artère qui applique un sens de circulation automobile uniquement dans le sens de la rue Jean d'Outremeuse vers la rue Georges Simenon. 

## Patrimoine et architecture

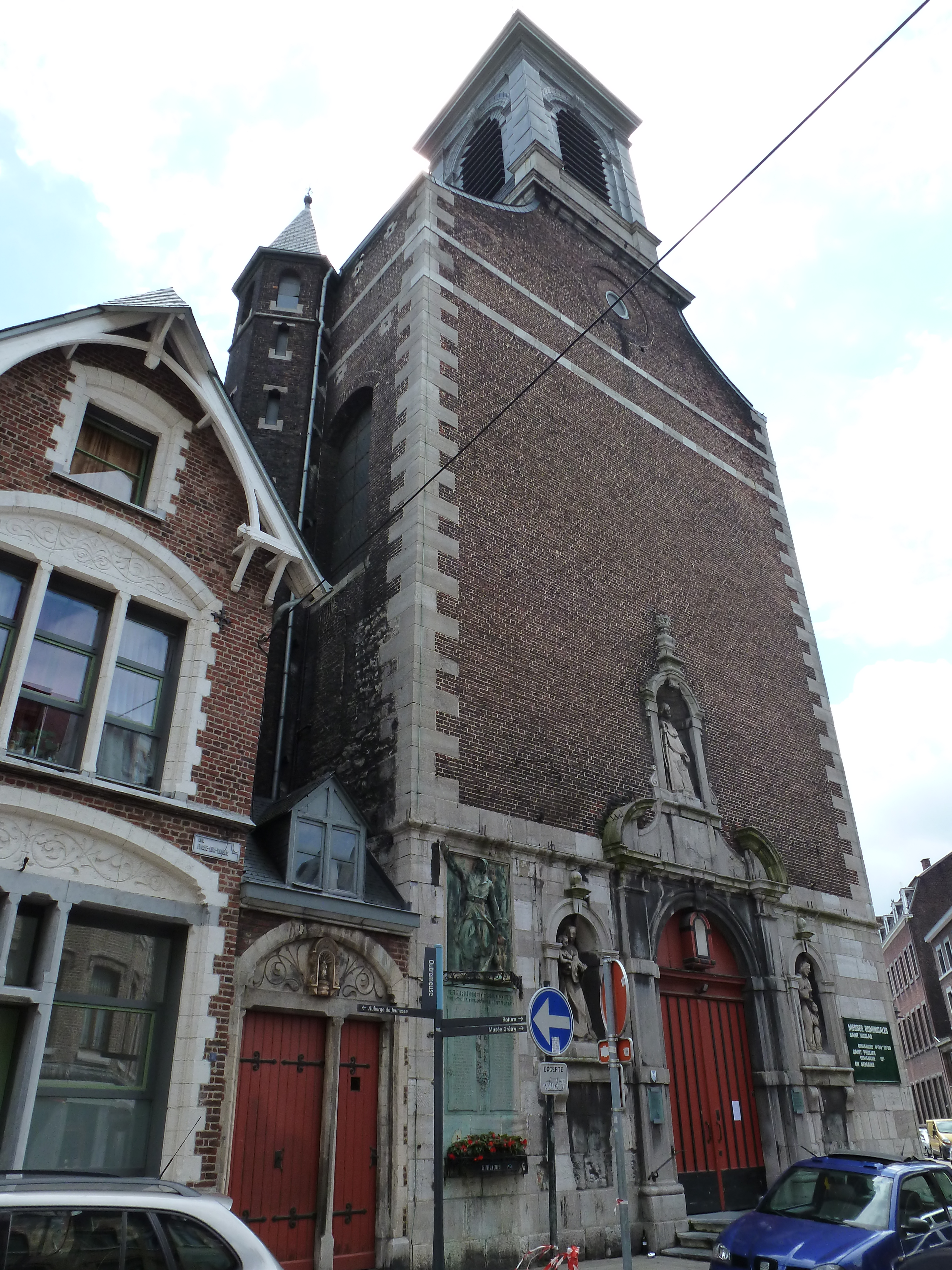
L'église Saint-Nicolas en 2013

Deux constructions de la rue sont reprises sur la liste du patrimoine immobilier classé de Liège :
- L'église Saint-Nicolas reconstruite en 1710.

- Située au no 12, à l'angle de la rue des Récollets, la maison des Récollets a été construite en brique et blocs de calcaire pour les encadrements et les angles. Elle possède trois travées dont la centrale, en ressaut, est surmontée d'un fronton triangulaire[1]. En 2017, les briques ont été peintes en couleur sang de bœuf à l'instar de plusieurs constructions patrimoniales liégeoises comme le palais Curtius ou l'hôtel de ville.

La rue possède aussi une suite de sept petites maisons étroites et anciennes sises du no 20 au 32. L'une d'entre elles (no 28) datant de la première moitié du XVIIIe siècle est reprise à l'inventaire  du patrimoine culturel immobilier de la Wallonie.
L'immeuble de coin avec la rue Henri de Dinant possède sur la travée d'angle un fronton comportant un panneau en céramique représentant un musicien en costume d'époque. Ce panneau est surmonté par l'inscription AU BELVEDERE L'AN 1911. Cet immeuble possédant quelques éléments de style Art nouveau a été réalisé par l'architecte J. Lejeune. L'immeuble voisin sis au no 2 de la rue Fosse aux Raines présente une façade similaire.

## Voiries adjacentes
- Rue Henri de Dinant
- Place de l'Yser
- Rue Georges Simenon
- Rue des Récollets
- Rue Beauregard
- Rue Jean d'Outremeuse
- Rue de la Liberté

### Source et lien externe
- Claude Warzée, « Outremeuse », sur Histoires de Liège (consulté le 7 août 2023)